# 奥古斯塔皇后号防护巡洋舰
奥古斯塔皇后号是德意志帝国海军于十九世纪后期单独建造的一艘防护巡洋舰，得名于1890年1月逝世的奥古斯塔皇后。舰只于1890年在基尔的日耳曼尼亚船厂开始架设龙骨、1892年1月下水，并于同年11月完工。由于预算限制，奥古斯塔皇后号被设计用作填补舰队侦察和海外派遣型巡洋舰的职能。它最初装备有四门150毫米炮和八门105毫米炮作为主舰炮，至1896年则由十二门新式的150毫米炮所取代。它是德国海军第一艘采用三轴推进器的舰只。
奥古斯塔皇后号于1897年至1902年间都在海外服役，主要是跟随海军上将奥托·冯·迪德里克斯麾下的东亚分舰队活动。在此期间，舰上船员曾协助镇压1900年的义和团运动。它于1902年返回德国进行大范围整修，并一直持续至1907年，之后进入预备役。随着第一次世界大战于1914年爆发，奥古斯塔皇后号被重新动员作为一艘炮术教练船使用。它在整个战争中都担负此责；并最终于1919年10月作报废出售后至次年拆解。

## 设计
奥古斯塔皇后号的设计始于1887年；预算限制迫使德意志帝国海军必须设计一艘可兼顾海外派遣和舰队侦察的职能的巡洋舰。在设计过程中，明确了机械装置的三轴布局是必要的，以达到高速要求。这便导致了德国海军首艘采用三轴推进的军舰的诞生。这是一个相对新颖的发展，因为在奥古斯塔皇后号建造时，仅法国和美国的少数舰只具有此试验性的布置，且尚未出海进行全面的设计评估。奥古斯塔皇后号是作为新增编入舰队的防护巡洋舰而以字母“H”为代号进行订购，并于1890年在基尔的日耳曼尼亚船厂开始架设龙骨。它于1892年1月15日下水，继而展开舾装工作。在下水仪式上，由已故奥古斯塔皇后的孙子——海军上校兼普鲁士亲王海因里希主持为舰只命名。不足一年后，奥古斯塔皇后号于1892年11月17日正式投入舰队使用。

### 整体特征和机械装置

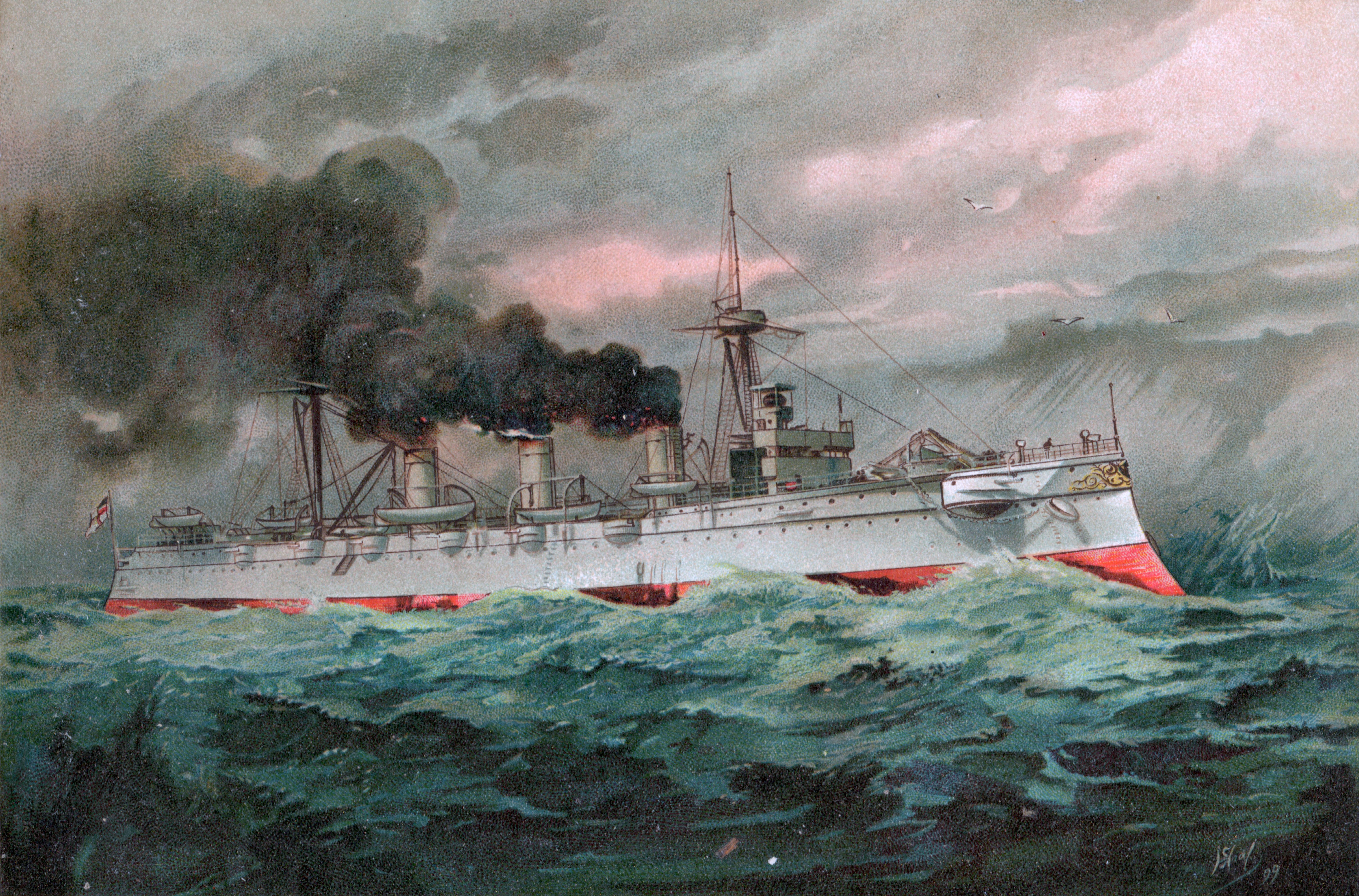
奥古斯塔皇后号于1902年的石版画

奥古斯塔皇后号的水线长度和全长分别为122.2（400英尺11英寸）和123.2（404英尺2英寸），有15.6（51英尺2英寸）的舷宽，以及6.48（21英尺3英寸）的前吃水和7.4（24英尺3英寸）的后吃水。它们的设计排水量为6,056公噸（5,960長噸），满载排水量则可达6,318公噸（6,218長噸）。船体采用横向和纵向钢框架构造；外墙由单层木板组成，表面再覆以芒茨合金包板以防止积垢。船体包含十个水密舱室和一个占龙骨长度比重为55%的双层船底。
奥古斯塔皇后号的标准船员编制为13名军官和417名水兵。它们还配备有一些小型舰载艇，包括2艘哨艇、1艘机动艇、1艘大舢板、2艘小汽艇、2艘高低桅帆船和2艘小划艇。舰只有严重的颠簸摇晃倾向，尽管这些影响在烈风和横浪中会有所减弱。艏艛在顶头浪会送入过量的水。此外，舰只的机动性较差，但可在高速下得到改善。它的横向稳心高度则为0.78米（2英尺7英寸）。
奥古斯塔皇后号由日耳曼尼亚生产的三台三胀式蒸汽机提供动力，各负责驱动一副直径为4.5（14英尺9英寸）的三叶螺旋桨。每台发动机都有独立的轮机舱。发动机由八台燃煤双筒锅炉输送蒸汽，它们被分入三个锅炉舱。推进系统的额定功率为12,000匹指示馬力（8,900千瓦特），最高速度为21節（39每小時），但在海上试航期间，舰只曾以14,015匹指示馬力（10,451千瓦特）达到多半节的极速。这使它成为当时世界上最快的巡洋舰之一。电力由两台发电机供应，可在67伏特的电压下输出48千瓦特（64匹馬力）的总电功率。转向通过大型单舵控制。

### 武器及装甲
奥古斯塔皇后号在建成时配备有四门150毫米30倍径箍炮和292发弹药、八门105毫米35倍径速射炮和777发弹药、八门88毫米30倍径速射炮和1361发弹药，以及四挺机炮。舰只还标配搭载有五具3,500（137.8英寸）鱼雷管和十三枚鱼雷；其中四具安装在舷侧的旋转炮架上，一具浸没在舰艏的水线下方。至1896年，舰只的武器得到更新；原有的150毫米和105毫米炮被十二门150毫米35倍径速射炮所替代，最大射程达12,600（13,800碼），共提供1064发弹药。而在1907年后，旋架安装的鱼雷管被全数移除，仅保留舰艏的一具浸没式鱼雷管及三枚鱼雷。
舰只装甲由克虏伯渗碳钢组成，甲板和斜面分别有50（2.0英寸）和70（2.8英寸）厚。司令塔的侧部厚度也有50毫米、顶部则为20（0.79英寸）。

## 服役历史

描绘奥古斯塔皇后号驶离纽约的石版画

1893年3月29日，尚未完成海上试航的奥古斯塔皇后号便被派往美国纽约参加哥伦布海上阅兵，这是一个为庆祝哥伦布发现新大陆400周年的活动。与它一同前往的还有十四天前刚刚投入使用的无防护巡洋舰海雕号。在哈利法克斯会合后，奥古斯塔皇后号不得不拖曳海雕号航行，因为后者错误估计了煤炭贮量而导致煤炭不足。两艘舰于4月26日驶入漢普頓錨地。在庆祝活动结束后，它们再于5月13日启航。海雕号被派往东非接替小巡洋舰燕子号，而奥古斯塔皇后号则返回基尔。舰只仅得到了部分认可；它在试航时录得了极高的平均速度，是帝国舰队中最快的舰只，但其结构被证明仍然太弱。因此，奥古斯塔号于1893年6月21日停止服役，以便进行改良。1895年4月3日，奥古斯塔皇后号在被重新分类为二等巡洋舰（Kreuzer II. Klasse）后重返现役。同年6月21日，连接北海和波罗的海的威廉皇帝运河通航，奥古斯塔皇后号出席了开幕典礼。它率领着二十一艘无防护舰只，与四艘勃兰登堡级战列舰、四艘萨克森级铁甲舰以及四艘齐格弗里德级岸防舰共同列队。7月，该舰与岸防舰哈根号、护卫舰玛丽号和施托施号一起，参加了前往摩洛哥的远征，以确保两名德国公民在当地遇害后得到赔偿。这次行动遭到了国际社会的严厉批评，尤其是在英国，那里的反德情绪开始升温。
1897年2月6日，由于克里特岛的基督徒爆发反对奥斯曼统治的起义，奥古斯塔皇后号被派往地中海。它应与其它国家的军舰一同，阻止希腊与土耳其开战。舰只于2月21日抵达克里特岛，而希腊自2月15日起已在此常态化驻军。25日，奥古斯塔皇后号在哈尼亚加入了一个国际两栖作战部队，以防止叛乱分子的袭击。为免战斗蔓延，岛上自3月15日起实施封锁。当希土战争于4月17日全面爆发时，奥古斯塔皇后号与国际舰队又被转移至雅典，直至它受命前往远东。1897年11月，在德国占领了中国的胶州湾后，东亚分舰队司令、海军上将奥托·冯·迪德里克斯立即请求增援，以确保新的殖民领土的安全。此时驻扎在士麦那的奥古斯塔皇后将轮替老旧的铁甲舰奥尔登堡号，组建东亚分舰队第二支队。同样加入该部队的还有负责运送第三海兵营的葛冯号和鸬鹚号。由于奥古斯塔皇后号一直驻扎在地中海，它得以于12月30日率先抵达。

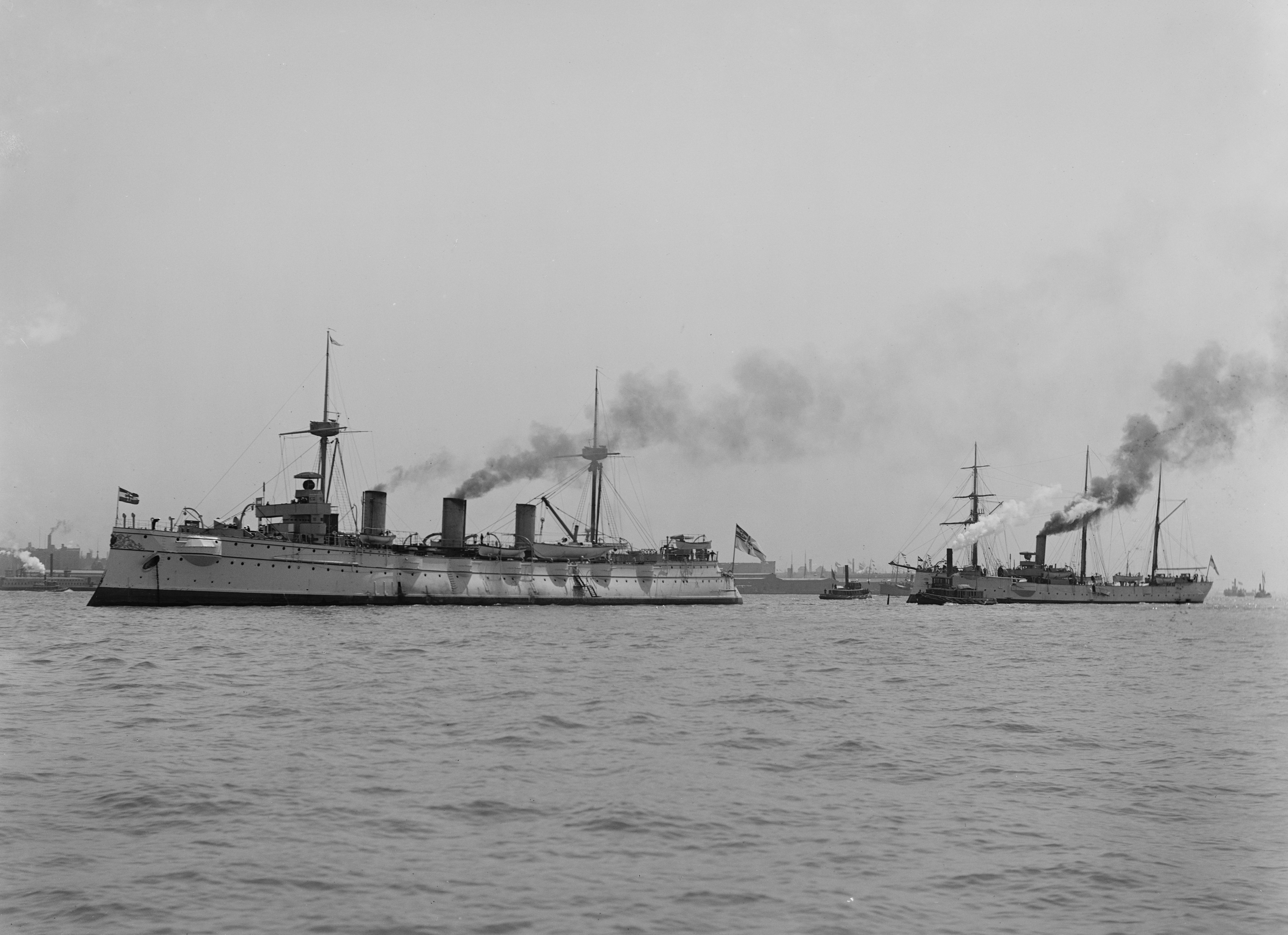
奥古斯塔皇后号与海雕号在纽约（1893年）

随着美西战争于1898年爆发，迪德里克斯受命前往菲律宾，在那里，美国海军准将乔治·杜威击败了由海军少将帕特里西奥·蒙托霍-帕萨隆率领的西班牙分舰队。迪德里克斯被授意保护德国人在当地的利益，如果可能的话，还会在菲律宾占领另一个殖民租借地。由于舰只都分散在不同的殖民任务或是处在维修中，迪德里克斯最初调集部队的进展缓慢；在部队集结的过程中，他还召回奥古斯塔皇后号担任其旗舰。当马尼拉战役结束后，奥古斯塔皇后号驶往香港，并在当地向柏林通报西班牙驻军战败的消息。它还将前菲律宾总督巴西里奧·奧古斯丁从马尼拉带走。舰只是在8月13日离开菲律宾海域，并于两天后抵达香港。
1898年10月，奥古斯塔皇后号将部分海兵营成员从青岛运送至大沽，由后者接管北京公使馆的防务。1899年9月，舰只根据新出台的《德國海軍法》而被重归类为大巡洋舰。在1900年的义和团运动爆发时，它仍然驻守在东亚，并在天津派遣了部分船员加入英国海军上将爱德华·霍巴特·西摩尔麾下的解围部队。而舰只的第一副官、海军少校奥尔特曼·布赫霍尔茨则在行动中阵亡。在日本进行了技术审查后，奥古斯塔皇后于1902年3月6日启程回国。它于返航时与赫塔号互换舰长，并在海军上校卡尔·德泽夫斯基的率领下回到基尔。随后，舰只进行了大规模的整修，工程从1903年开始，一直持续至1907年。在改装过程中，舰载发电机被更强大的设备取代，电力输出功率增加了一倍多，在110伏特的电压下达到124千瓦特（166匹馬力）。它的舰桥显著增大，设第二甲板并一直延伸至前桅的后部。三座烟囱延长了2（6英尺7英寸），每根桅杆的顶部都安装了一盏探照灯。四具旋架安装的鱼雷发射管也在此期间被拆除。完成现代化改造后，奥古斯塔皇后号被安置在预备役。
当第一次世界大战于1914年爆发后，奥古斯塔皇后号被重新启用，以取代那些加入公海舰队的更现代化舰只来担任炮术教练船。为了方便炮手的训练，舰只的武器装备呈多样化。它搭载有一门150毫米45倍径速射炮、四门105毫米45倍径速射炮、四门88毫米45倍径速射炮、四门88毫米35倍径速射炮、五门88毫米30倍径速射炮以及一门装备于U艇的88毫米30倍径炮。它在整个战争期间都以此身份服役，直至1918年12月14日退役。舰只于1919年10月1日正式从海军名录中除籍，并售予总部设于柏林的“北德地下工程公司”（Norddeutsche Tiefbaugesellschaft），延至次年在基尔拆解报废。